# Sautunjärvi
Sautunjärvi är en sjö i Finland. Den ligger i Nystads stad i landskapet Egentliga Finland, i den sydvästra delen av landet, 190 km väster om huvudstaden Helsingfors. Sautunjärvi ligger 15 meter över havet. Arean är 41,1 hektar och strandlinjen är 4,79 kilometer lång. Sjön  ingår i Sirppujokis huvudavrinningsområde.   I omgivningarna runt Sautunjärvi växer i huvudsak barrskog.